# Konstanty Franciszek Borzobohaty
Konstanty Franciszek Borzobohaty (ur. w 1863 w Wesołym Dworze, gmina Zdzięcioł, powiat nowogródzki, zm. w 1927 w Nowej Wilejce, pochowany w Wesołym Dworze) – polski lekarz.

## Życiorys
Syn Franciszka herbu Jelita (1838–1895) i Marii z domu Symonowicz. Miał czworo rodzeństwa: Władysława, Ignacego, Mariannę (1867-1938) i Teklę (1874-1945). Jego stryjem był Władysław Borzobohaty lekarz i powstaniec styczniowy. Uczył się w gimnazjum klasycznym w Wilnie, potem studiował medycynę na Uniwersytecie Moskiewskim. Po ukończeniu studiów w 1888 osiadł w Szyrwintach, a następnie prowadził praktykę w Starych Święcianach. Około 1904 przeniósł się do Wilna gdzie pracował do chwili zmobilizowania go do armii w 1914.  W 1918 powraca do Wilna. W czasie wojny polsko-bolszewickiej został delegowany na Śląsk, do Czeladzi. Powrócił w 1921 i osiedlił się w Nowej Wilejce 10 km od Wilna. Oprócz umiejętności medycznych posiadał uzdolnienia muzyczne (grał na fortepianie głównie Chopina) oraz świetnie posługiwał się łaciną (tłumaczył Cezara).
Z żoną Pauliną Szrejber (1863-1903) miał sześcioro dzieci: Annę, Marię, Franciszka, Ignacego, Kazimierę i Michalinę. Z drugą żoną Marią Dominiką (1873-1942) – rodzoną siostrą pierwszej żony, było czworo dzieci: Konstanty, Wojciech, Adam i Paulina.